# David Bernabéu
Vicente David Bernabéu Armengol (Valencia, 9 januari 1975) is een Spaans voormalig wielrenner.

## Belangrijkste overwinningen
2002
- Ronde van de Finistère
- 3e etappe GP de Ciclismo de Torres Vedras
- Eindklassement GP de Ciclismo de Torres Vedras

2003
- 7e etappe Parijs-Nice

2004
- Eindklassement GP de Ciclismo de Torres Vedras
- Eindklassement Ronde van Portugal

2006
- Trofeo Pollença

2010
- 9e etappe Ronde van Portugal

## Resultaten in voornaamste wedstrijden
| Jaar | Ronde van Italië | Ronde van Frankrijk | Ronde van Spanje |
| ---- | ---------------- | ------------------- | ---------------- |
| 2005 |                  |                     | 49e              |
| 2011 |                  |                     | 90e              |